# Ophiocentrus koehleri
Ophiocentrus koehleri är en ormstjärneart som beskrevs av Torsten Gislén 1926. Ophiocentrus koehleri ingår i släktet Ophiocentrus och familjen trådormstjärnor. Inga underarter finns listade i Catalogue of Life.